# Veliocasses

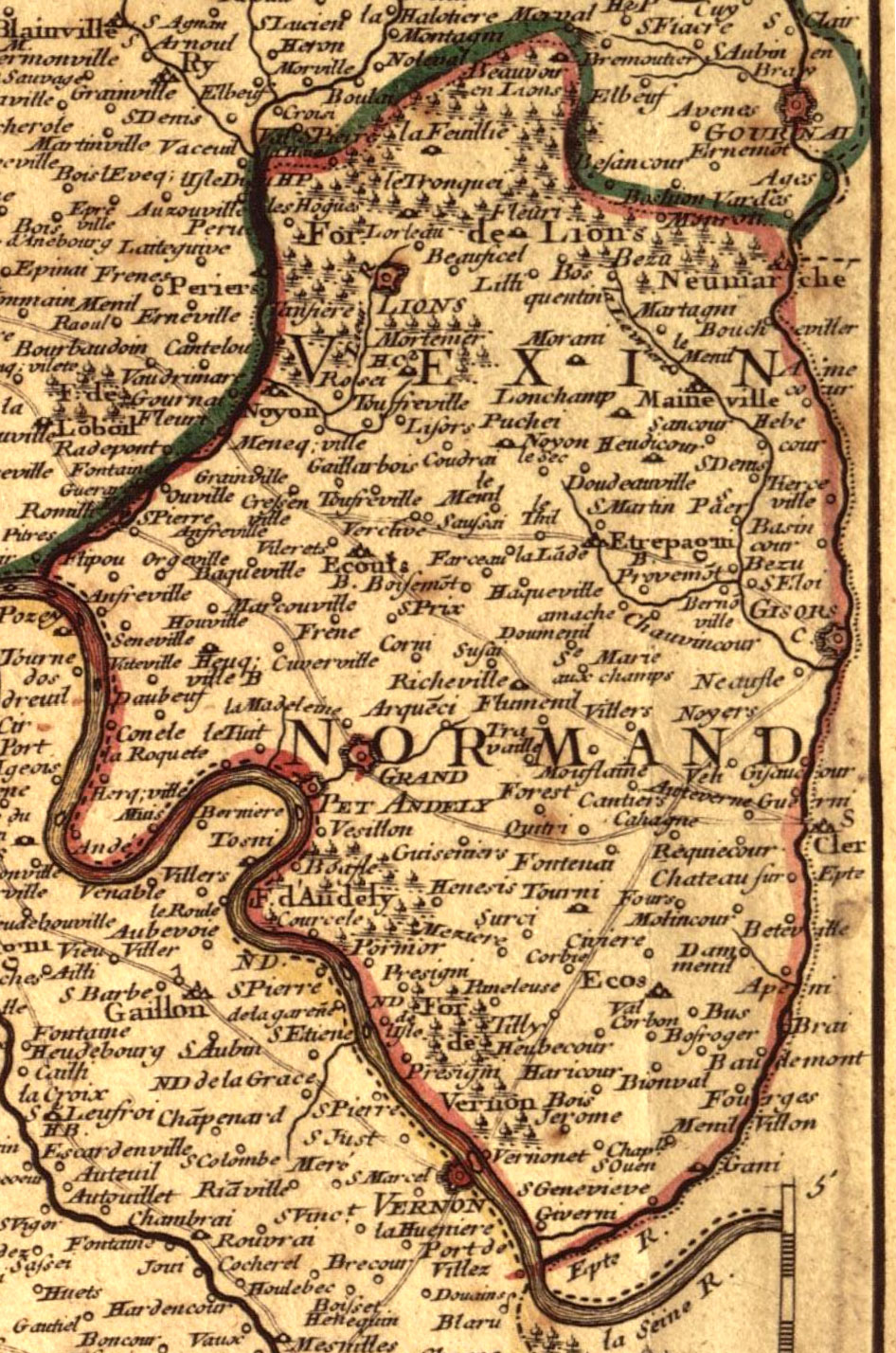
Der normannische Vexin

Der keltische Stamm der Veliocasses (auch Velocasses oder Velicasses) kontrollierte im vorrömischen Gallien große Gebiete im Sequana-Tal, unter anderem auch den Vexin, der nach ihm benannt ist. Übereinstimmend mit Caesars Commentarii de Bello Gallico waren die Veliocasses Teil des Stämmebündnisses der Belger im Aufstand im Jahre 52 v. Chr. gegen die Römer. In diesem Jahr hoben sie 3000 Mann aus, um Vercingetorix zu unterstützen und kämpften an der Seite der Bellovaker im letzten Aufstand gegen die römische Hegemonie. 
Unter Augustus waren sie Teil der Lugdunensis mit der Hauptstadt Rotomagus.
Plinius der Ältere erwähnte die Veliocasses in seiner Naturalis historia (4,18) und Claudius Ptolemäus in seiner Oueneliokasioi